# Densuș
Densuș é uma comuna romena localizada no distrito de Hunedoara, na região histórica da Transilvânia. A comuna possui uma área de 136.12 km² e sua população era de 1624 habitantes segundo o censo de 2007.
A igreja de Densuș foi construída no século XIII num local de um edifício pré-Cristiano do século IV, usando pedras de Ulpia Traiana Sarmizegetusa.